# یواس‌ان‌اس کلمسون
یواس‌ان‌اس کلمسون (تی-ای‌جی-۱۸۴) (به انگلیسی: USNS Clemson (T-AG-184)) یک کشتی بود که طول آن ۴۵۵ فوت (۱۳۹ متر) بود. این کشتی در سال ۱۹۴۵ ساخته شد.